# Bitva o Ardeny
Bitva o Ardeny byla jednou z prvních bitev první světové války. Probíhala ve dnech 21. – 23. srpna 1914 na západní frontě, v oblasti Arden na rozhraní Belgie, Francie a Lucemburska.  
Ardenská příroda představovala těžkou překážku pro technické zbraně, i pro nově vzniklé "malé" tanky a letadla, která těžko v lesích zjišťovala polohu nepřítele pro bombardování z oblohy. Němci díky rychlosti své pěchoty zajistili oblast, rychle Francouze vytlačili a také jim zapříčinili velké ztráty. Bylo udivující, že se Němci přes tuto zalesněnou oblast tak rychle dostali, protože jim obvykle trvalo dva dny získat třeba i jenom jednu obec v Belgii. Ardeny si nakonec osvojili Němci až do konce války. Francouzi se už během první světové války k této přírodně bohaté oblasti nedostali.